# Сан-Сімеон-Піколо
Це́рква Сан-Сімео́н-Пі́кколо (італ. San Simeon Piccolo) — католицький храм у Венеції, розташований у районі Санта-Кроче, на Гранд-каналі, праворуч від Палаццо Адольдо та навпроти залізничної станції Санта-Лючія. Храм присвячений святи́м Симону та Юді і є єдиним у Венеції, де літургія здійснюється за канонами Тридентської меси.

## Історія
Імовірно, перша церква була заснована у X—XI столітті венеціанськими родинами Адольдо та Бріозі. Заснування приходу слід віднести до XI століття, а освячення першої церкви відбулося 21 червня 1271 року. Перша церква, ймовірно, була базилікою з трьома нефами та розташована паралельно до Гранд-каналу. Цю споруду до XVI століття настільки опустошено, що вирішено було повністю її перебудувати. Храм присвячений святи́м Симону та Юді.
У 1718 році за ініціативою приходського священика Джамбаттіста Моліни, будівництво нового храму було доручено архітектору Джованні Скальфаротто, про що зберігся напис у пронаосі храму. Однак існують сумніви в тому, що Скальфаротто був єдиним архітектором; висловлюються припущення, що він відповідав лише за будівництво та кошториси, а у замовника вже був проект, який розробив хтось інший.
Будівництво храму тривало 20 років і завершилося його освяченням 27 квітня 1738 року, яке здійснив єпископ Новоградський (Істрия) Гаспар Негрі, який колись був учнем священика цієї церкви.
Назва «Сан-Симеон Пікколо» — Сан-Симеон Малий — була дана для відрізнення церкви від іншої — Сан-Сімеон-Гранде, яка розташована поруч. Після побудови нового храму у XVIII столітті «Малий» храм став набагато більшим за розмірами, ніж «Великий», проте назви збереглися.
До 1807 року церква була колегіальною, тому в ній був установлений невеликий капітул, що складався з двох священиків, які допомагали голові приходу в керуванні ним. Проте з часом залишився лише один приходський священик.
До 1807 року храм був філіалом Сан-П'єтро-ді-Кастелло, але під час правління Наполеона в Італії філіал був упразднений, хоча храм зберіг статус приходської церкви.
Патріарх Венеції кардинал Анджело Скола у 2006 році передав храм братству Святого Петра. Храм є єдиним у Венеції, де літургія здійснюється за канонами Тридентської меси — служба відбувається латинською мовою та супроводжується григоріанськими співами.

## Архітектура
Незвичайний вигляд церкви, величезний овальний купол і її розташування навпроти вокзалу роблять її одним із впізнаваних символів Венеції. Храм споруджений у стилі неокласицизму, а помітний еклектицизм дозволяє визначити джерела «архітектурних цитат». Рудольф Вітковер у своїй монографії вважав, що Сан-Сімеон створено за зразком римського Пантеона з пронаосом на фасаді храму, а акцент на куполі очевидно надихнутий роботою Лонгени над Санта-Марія-делла-Салюте. Симетрія навколо великого купола притаманна візантійським базилікам і, можливо, є «архітектурною цитатою» Сан-Марко, хоча численні капелли, розташовані по периметру кола, характерні для храмів, побудованих після Трідентського собору.
Основний обсяг храму має циліндричну форму з куполом діаметром 20 метрів, покритим міддю і увінчаним фонарем. Вхід у храм виконаний у вигляді пронаосу коринфського порядку з трикутним тимпаном, на якому знаходиться мармуровий барельєф, зображуючий мучеництво титульних святих роботи Франческо Пенсо, відомого як «іль Кабьянка» XVIII століття.
Пронаос на фоні круглого в плані храму — це знову «цитата», яку можна побачити на площі П'яцца-дель-Пополо в Римі в «церквах-близнюках» Санта-Марія-дей-Мираколі та Санта-Марія-ін-Монтесанто, тоді як вхідна група організована за зразком ранньохристиянських катакомб, як це зробив П'єтро да Кортона в храмах Санта-Марія-ін-Віа-Лата та Санта-Лука-е-Мартіна.

### Інтер'єр
Круглий у плані наос прикрашений парними пілястрами коринфського ордеру: нижній ярус має пілястри, які підтримують арки і склепіння. На верхньому ярусі розташовані по колу шість великих вікон, між якими розташовані ніші зі статуями євангелістів, виконаними невідомим венеціанським скульптором XVIII століття. У нефі розташовані чотири однакових алтарі коринфського порядку: у першому справа від входу полотно з зображенням Святого Франциска ді Паола, підтримуваного ангелом, і Сан-Гаетано-да-Тьєне роботи Антоніо Марінетті з Кьоццотто; другий алтар, також з правого боку, присвячений титульним святим церкви, зображеним на алтарі разом зі святим Іваном Хрестителем (робота, приписувана Маттіа Бортолоні або Франческо Полаццо — XVIII століття). Зліва від входу розташований алтар Святої Доротеї з запрестольним зображенням, що зображує її мучеництво, роботи Анджело Вентуріні, і алтар Святої Родини з полотном Томазо Бугоні (XVIII століття). Між ними розташований мармуровий барельєф, зображуючий П'єту роботи Бартоломео Скальфаротто.
У центрі пресвітерію з куполом і двома апсидами по боках знаходиться головний алтар (XVIII століття) з істрийського каменю з панелями з зеленого мармуру. Між двома статуями святих Симеона і Юди з каррарського мармуру розташована витончена дарохранительниця з троном, оточена картинами з золотим фоном: «Три Марії біля гробу» та «Магдалина» (XVIII століття, передбачується авторство Франческо Маджотто). На задньому плані, вздовж екседри головної часовні, розташовані хори з органом кінця XVIII століття (наразі не працює). Для богослужінь використовується сучасний орган Джорджіо Карлі 2006 року.
Пресвітерій, прямокутний і двоапсидний, є ще однією «цитатою», — такі архітектурні рішення є в базиліці Христа Спасителя Андреа Палладіо і базиліці Санта-Мария-делла-Салюте Бальдассаре Лонґени.
У скарбниці є елегантний алтар у вигляді едикули з мармуровим расп'яттям, приписуваний Джованні Марчіорі (XVIII століття).
Молодий Томмазо Теманца виконав оформлення арки в сакрістії. У листі до Луккезі Теманца писав, що ввів нововведення в орнаментальний мотив картишу у вигляді раковини, який використовувався в давній архітектурі для оформлення вершини арок.

### Крипта
Під церквою знаходиться єдина в Венеції крипта, розписана фресками зі сценами з Хресного шляху та Старого Завіту. Дві довгі галереї перетинаються восьмикутним приміщенням, в центрі якого знаходиться вівтар. По периметру галерей розташовані двадцять одна поховальна ніша, вісім з яких замуровані і поки не досліджені. Через високу вологість стан фресок незадовільний.